# ميلاني كورت
ميلاني كورت (بالألمانية: Melanie Kurt)‏ (و. 1880 – 1941 م) هي مغنية، ومغنية أوبرا نمساوية، ولدت في فيينا، توفيت في نيويورك، عن عمر يناهز 61 عاماً.